# Roland JV-1080
| Synthesizer              | Synthesizer                               |
| Roland JV-1080           | Roland JV-1080                            |
| Allgemeines              | Allgemeines                               |
| ------------------------ | ----------------------------------------- |
| Name                     | Super JV JV-1080                          |
| Hersteller               | Roland                                    |
| Klangsynthese            | digital, Linear-Arithmetische Synthese    |
| Zeitraum                 | 1994–2001                                 |
| Preis (Erscheinungsjahr) | 1800 DM                                   |
| Eigenschaften            |                                           |
| Polyphon                 | ja, 64-fach                               |
| Multitimbral             | ja, 16-fach                               |
| Tastatur                 | keine                                     |
| Oszillatoren             | mehrfach, Sample-basiert                  |
| Filter                   | Zeitvariables Filter (TVF)                |
| LFO                      | 2, verschd. Wellenformen                  |
| Effekte                  | ja, 40 verschiedene                       |
| Schnittstelle(n)         | MIDI (In/Out/Thru), Seriell               |
| Sequenzer                | –                                         |
| D/A-Wandler              | 16 Bit                                    |
| ROM                      | 512 Patches, 8 Drumkits                   |
| RAM                      | 128 Patches, 2 Drumkits                   |
| Ext. Speicher            | 4 ROM-Platinen, 2 RAM-/ROM-Speicherkarten |

Der Roland JV-1080, auch Super JV, ist ein Sample-basierter Synthesizer aus dem Jahr 1994. Es handelt sich um die Soundmodul-Version des Roland JV-90 von 1993.
Der JV-1080 ist der Vorgänger des JV-2080 und damit auch der nachfolgenden Modelle, wie dem XV-5050. Eine kostenreduzierte Version stellt die 9,5"-Variante JV-1010 dar.

## Klangerzeugung
Der JV-1080 verfügt über 64-fache Polyphonie und kann 16 verschiedene Klänge gleichzeitig wiedergeben (Multitimbralität). Die Klangerzeugung erfolgt über die für Roland in der Zeit typische linear-arithmetische Synthese, bei der PCM-Samples mittels subtraktiver Synthese verfeinert werden.
Ab Werk ist er bereits mit 640 Patches und 10 Drumkits ausgestattet (davon 128 Patches und 2 Drumkits überschreibbar), sodass er im Grundausbau über 8 Megabyte Klangdaten verfügt. Mit bis zu vier Erweiterungsplatinen vom Typ SR-JV80 und einen Steckplatz für eine PCM-Klangkarte sowie für eine Datenkarte lässt er sich jedoch ergänzen, womit bis zu 42 Megabyte Speicherplatz erreicht werden können. SR-JV80-Platinen fassen üblicherweise Bis zu 256 Patches und 8 Drumkits.
Die Wave-Daten des JV-1080 wurden vom Roland-Entwicklungsteam R&D-LA im kalifornischen Culver City gesampelt. Viele der bekannten Werks- und Erweiterungsklänge der JV-Serie wurden – wie schon beim D-50 – von Eric Persing (Spectrasonics) und Ace Yukawa entworfen.
Es können bis zu 40 verschiedene digitale Effekte dazugeschaltet werden. Dazu stehen ein Chorus, ein Reverb und ein Signalprozessor für einen weiteren Effekt zur Verfügung.

## Handhabung
Die Bedienung des JV-1080 erfolgt über eine große alphanumerische Fluoreszenzanzeige, Tasten und ein Eingaberad. Sie kann aber auch vollständig über MIDI oder einer Kombination aus beidem geschehen.

## Erfolg
Der JV-1080 gilt als das typische Synthesizermodul der 1990er-Jahre und wurde in mehr Musikproduktionen eingesetzt als jedes andere Modul. Durch die solide Konstruktion und universelle Einsetzbarkeit ist der JV-1080 in den 2010er-Jahren noch in vielen Studios und auf einigen Bühnen anzutreffen, wo er die „Brot-und-Butter“-Klänge liefert.
In den 2010er-Jahren ist der Preis der Geräte derart gesunken, dass die JV-Serie auch für Anfänger und Hobby-Musiker interessant wurde.

## Bekannte Nutzer
- 808 State
- Bradley Joseph
- Depeche Mode
- Dubstar
- Hans Zimmer
- Jens Johansson
- Keith Zizza
- Kenji Kawai
- Leigh Dickson
- Microesfera
- Paul van Dyk
- Rhythm Plate
- Tony Banks
- Vangelis
- Vince Clarke
- Tame Impala